# Húsafelli (berg i Färöarna, Vága sýsla)
Húsafelli är ett berg i Färöarna (Kungariket Danmark).   Det ligger i sýslan Vága sýsla, i den centrala delen av landet, 18 km väster om huvudstaden Tórshavn. Toppen på Húsafelli är 591 meter över havet.Húsafelli ligger på ön Vágar.
Terrängen runt Húsafelli är kuperad. Havet är nära Húsafelli åt sydost.  Närmaste större samhälle är Tórshavn, 18,0 km öster om Húsafelli. 